# Pascoag
Pascoag és una concentració de població designada pel cens dels Estats Units a l'estat de Rhode Island. Segons el cens del 2000 tenia 4.742 habitants.

## Demografia
Segons el cens del 2000, Pascoag tenia 4.742 habitants, 1.642 habitatges, i 1.175 famílies. La densitat de població era de 364,7 habitants per km².
Dels 1.642 habitatges en un 37,6% hi vivien nens de menys de 18 anys, en un 56,3% hi vivien parelles casades, en un 10,7% dones solteres, i en un 28,4% no eren unitats familiars. En el 23% dels habitatges hi vivien persones soles el 10,1% de les quals corresponia a persones de 65 anys o més que vivien soles. El nombre mitjà de persones vivint en cada habitatge era de 2,72 i el nombre mitjà de persones que vivien en cada família era de 3,2.
Per edats la població es repartia de la següent manera: un 26,5% tenia menys de 18 anys, un 7,4% entre 18 i 24, un 31% entre 25 i 44, un 19,7% de 45 a 60 i un 15,4% 65 anys o més.
L'edat mediana era de 37 anys. Per cada 100 dones de 18 o més anys hi havia 85,1 homes.
La renda mediana per habitatge era de 48.778 $ i la renda mediana per família de 54.391 $. Els homes tenien una renda mediana de 37.957 $ mentre que les dones 27.241 $. La renda per capita de la població era de 20.322 $. Aproximadament el 6,4% de les famílies i el 9% de la població estaven per davall del llindar de pobresa.